# 28760 Grantwomble
28760 Grantwomble è un asteroide della fascia principale. Scoperto nel 2000, presenta un'orbita caratterizzata da un semiasse maggiore pari a 2,5241660 UA e da un'eccentricità di 0,0229825, inclinata di 7,80294° rispetto all'eclittica.